# Guy Saulmont
Guy Saulmont (Brûly-de-Couvin, 11 juli 1937) was een Belgisch volksvertegenwoordiger en senator.

## Levensloop
Guy Saulmont behaalde zijn diploma aan de normaalschool van Malonne. Hij was onderwijzer in Soumoy (1958) en hoofdonderwijzer in Cerfontaine.
Hij werd tevens politiek actief in de PLP en PRL. In 1965 werd hij voorzitter van de PLP-afdeling van het kanton Walcourt. Eveneens werd hij kabinetsmedewerker bij liberale ministers: van mei tot oktober 1980 van minister van Landsverdediging Charles Poswick en van 1981 tot 1985 van ministers van onderwijs Michel Tromont en André Bertouille. In 1990 werd hij voorzitter van de regionale PRL-afdeling van Couvin-Philippeville
Saulmont werd in 1976 verkozen tot gemeenteraadslid van Cerfontaine, maar nam onmiddellijk ontslag vanwege de onverenigbaarheid met zijn beroep van onderwijzer.
Van 1985 tot 1991 was hij in de Senaat provinciaal senator voor Namen. Daarna zetelde hij van 1991 tot 1995 voor het arrondissement Dinant-Philippeville in de Kamer van volksvertegenwoordigers.
Van 1992 tot 1995 was Saulmont door zijn Kamerzetel lid van het Waalse Gewestraad en de Raad van de Franse Gemeenschap. In 1995 werd hij verkozen tot lid van het eerste rechtstreeks gekozen Waals Parlement, een mandaat dat hij volbracht tot in 2004 en waardoor hij ook in het Parlement van de Franse Gemeenschap zetelde.
Hij werd opnieuw gemeenteraadslid van Cerfontaine in 1989 en bleef dit tot in 2006. In 2000 werd hij er schepen voor Toerisme, Sport en Cultuur, tot in 2004.
Saulmont bekleedde ook diverse bestuursmandaten, onder meer bij de Société régionale wallonne du Transport.